# Le Compromis des nobles en 1566
Le Compromis des nobles en 1566 est un tableau peint par Edouard de Bièfve en 1841. Il représente le Compromis des Nobles.
Il est conservé aux musées royaux des beaux-arts de Belgique à Bruxelles. En 2014, une réplique est prêtée au Musée des beaux-arts de Lyon dans le cadre de l'exposition L'invention du Passé. Histoires de cœur et d'épée 1802-1850.